# Buenavista (San Carlos)
Buenavista es el tercer distrito del cantón de San Carlos, en la provincia de Alajuela, de Costa Rica.

## Ubicación
Está ubicado en la región septentrional del país y limita con dos distritos; Florencia al nornoroeste, Quesada al nornoreste. Mientras que al sur colinda con el cantón de Zarcero.
Su cabecera, el pueblo de Buenavista, está ubicada a 13,3 km al noroeste de Ciudad Quesada y 94,9 km al noroeste de San José la capital de la nación.

## Geografía
Buenavista cuenta con un área de 25,97 km² y una altitud media de 865 m s. n. m.
Es el distrito más pequeño del cantón por superficie. Presenta una variación de elevación de entre 500 a 900 m s. n. m.
Los terrenos de Buena Vista se distinguen por ser muy quebrados, con un tipo de suelo escarpado y pendientes pronunciadas.

## Demografía
Para el año 2022, Buenavista cuenta con una población estimada de 517 habitantes, y para el último censo efectuado, en 2011, Buenavista contaba con una población de 325 habitantes.
Es uno de los distritos con más bajo número de pobladores del país.

## Localidades
- Poblados: Culebra, Quina (parte), San Antonio, San Bosco.

## Economía
Este es un sitio especial para la ganadería de leche.
Además tiene un puesto de salud y una escuela y solamente un local de abarrotes.
Cuenta con muy poca infraestructura, la mayoría son casas de habitación.
A través de la instauración de un proyecto hidroeléctrico, la comunidad logró aumentar su desarrollo económico y comunal.
Gracias a la construcción de la nueva carretera San Carlos-San Ramón, Buena Vista pasará a ser una región más concurrida. [¿cuándo?]

## Transporte

### Carreteras
Al distrito lo atraviesan las siguientes rutas nacionales de carretera:
- Ruta nacional 141